# Pallacanestro Varese
Pallacanestro Varese is een professionele basketbalclub uit Varese die uitkomt in de Lega Basket Serie A, de hoogste divisie van het Italiaans basketbal.

## Geschiedenis
De club werd opgericht op 1 augustus 1945 als Pallacanestro Varese en is een van de grootste clubs met een rijke geschiedenis. Acht jaar later werd de eerste sponsor aan de naam toegevoegd. De sponsornamen waren Storm, Ignis, Emerson, Turisanda, Cagiva, Star, Ciaocrem, Divarese, Ranger, Metis, Whirlpool en Cimberio.
Sinds de oprichting heeft Pallacanestro Varese tien Italiaanse titels gewonnen. Met tien titels staat Pallacanestro Varese derde op de lijst met meest gewonnen Italiaanse titels na Olimpia Milano en Virtus Bologna. Ook won Varese vier keer de Italiaanse beker en een keer de Italiaanse Supercup.
In het begin van de jaren 90 degradeerde Varese naar de tweede divisie. Het duurde vijf jaar voor de club weer terug was op het hoogste niveau. Varese probeert nu terug te komen in de top van de Italiaanse en Europese competities. In 2016 haalde Varese de finale om de FIBA Europe Cup. Ze verloren die finale van Fraport Skyliners uit Duitsland met 62-66.

## Erelijst
- Landskampioen Italië: 10

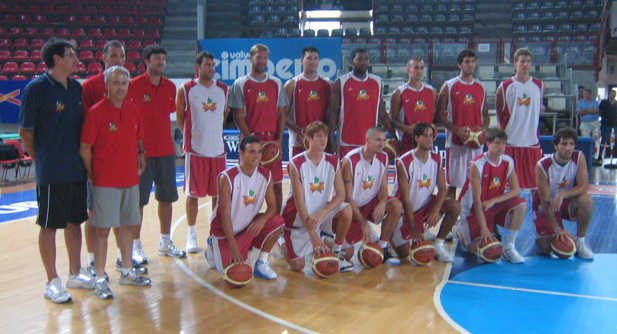
Varese 2008.

  - Winnaar: 1961, 1964, 1969, 1970, 1971, 1973, 1974, 1977, 1978, 1999

- Bekerwinnaar Italië: 4
  - Winnaar: 1969, 1970, 1971, 1973
  - Runner-up: 2013

- Supercupwinnaar Italië: 1
  - Winnaar: 1999

- EuroLeague: 5
  - Winnaar: 1970, 1972, 1973, 1975, 1976

- FIBA Europe Cup:
  - Runner-up: 2016

- Saporta Cup: 2
  - Winnaar: 1967, 1980

- Korać Cup:
  - Runner-up: 1985

- Intercontinental Cup: 3
  - Winnaar: 1966, 1970, 1973
  - Runner-up: 1967, 1974, 1976, 1977

- Triple Crown: 2
  - Winnaar: 1970, 1973

## Bekende (oud)-spelers
- Dino Meneghin
- Luigi Mentasti
- Nico Messina
- Alberto Mottini
- Gianmarco Pozzecco
- Oleksandr Lochmantsjoek
- Pavel Podkolzin
- Manuel Raga
- Larry Micheaux
- Bob Morse
- Skylar Spencer
- - Michael Gilmore

## Bekende (oud)-coaches
- Aleksandar Nikolić
- Nico Messina
- Sandro Gamba
- Edoardo Rusconi
- Joe Isaac
- Carlo Recalcati
- Valerio Bianchini
- Ruben Magnano
- Johan Roijakkers

## Sponsor namen
- 1954-1956: Storm Varese
- 1956-1975: Ignis Varese
- 1975-1978: Mobilgirgi Varese
- 1978-1980: Emerson Varese
- 1980-1981: Turisanda Varese
- 1981-1983: Cagiva Varese
- 1983-1984: Star Varese
- 1984-1985: Ciao Crem Varese
- 1985-1989: Divarese Varese
- 1989-1992: Ranger Varese
- 1992-1997: Cagiva Varese
- 1997-1999: Geen sponsornaam
- 1999-2001: Varese Roosters Varese
- 2001-2004: Metis Varese
- 2004-2005: Casti Group Varese
- 2005-2007: Whirlpool Varese
- 2007-2014: Cimberio Varese
- 2014-heden: OpenjobMetis Varese